# Squalus lalannei
Squalus lalannei is een vissensoort uit de familie van de doornhaaien (Squalidae). De wetenschappelijke naam van de soort is voor het eerst geldig gepubliceerd in 2003 door Baranes.